# Nick Thompson
Nick Thompson (11 de setembro de 1889 – 22 de abril de 1980) foi um ator norte-americano da era do cinema mudo. Nascido Nick J. Thompson, em Houston, Texas, ele iniciou sua carreira no cinema em 1916, trabalhando para Fine Arts Film Company, atuando em filmes curtos.
Faleceu em Los Angeles, Califórnia.